# Тополи дол
 Тази статия е за село Тополи дол, област Пазарджик.  За село Тополи, област Варна вижте Тополи (село).  
Тополи дол е село в Южна България. То се намира в община Пазарджик, област Пазарджик.

## История
До 1934 г. село Тополи дол се нарича Кавакдере.
Селото се населява от около 200 души в днешно време. В миналото тук са били добре развити и практикувани занаяти
като зидарство, абаджийство, налбантство. Все още добре запазени и практикувани и до днес са кошничарството и плетенето на асъри (хасъри или рогозки), занаят, практикуван само от жени. Също така било добре развито отглеждането на тютюн.

## Личности
1. ↑  www.grao.bg